# Achrysocharoides hyloconodis
Achrysocharoides hyloconodis is een vliesvleugelig insect uit de familie Eulophidae. De wetenschappelijke naam is voor het eerst geldig gepubliceerd in 1990 door Kamijo.